# 밀양 (영화)
《밀양》은 2007년 5월 23일 개봉한 이창동 감독의 영화다. 대한민국 문화관광부 장관을 지낸 이창동 감독이 2002년 영화 오아시스 이후 5년 만에 내놓은 작품이다. 이 영화로 2007년 칸 영화제 장편 경쟁부문에 초청되었으며, 주연 배우 전도연이 한국배우 최초로 칸 영화제 여우주연상을 수상하였다. 이창동 감독이 직접 세운 파인하우스필름이 처음 제작한 영화이기도 하다. 누적 관객 수는 1,710,364명이다.

## 줄거리
서울에서 남편을 잃은 이신애는 그와의 추억이 담겨 있는 밀양에 아들과 같이 살게 된다. 거기서 카센터 사장 김종찬을 만나게 된다. 종찬은 신애에게 연분을 품고 접근해 오지만 신애는 별 반응이 없다. 어느 날 신애는 애지중지하던 아들마저 잃어버리고 절망에 빠진 나머지 교회에 의지하게 되는데...

## 원작 소설
이청준의 1985년 단편 소설〈벌레 이야기〉가 원작이다. 저자는 2007년도 서문에서 1980년 11월에 일어난 이윤상 유괴 살해 사건을 언급하고 있어, 이 사건이 소설의 모티브가 된 것으로 여겨지고 있다. 이창동 감독은 《씨네21》대담에서 이 소설이 광주 이야기를 소설화한 것으로 느끼고 영화화하였다고 밝히고 있다.

## 캐스팅
- 전도연 : 이신애 역
- 송강호 : 김종찬 역
- 조영진 : 박도섭 역
- 김영재 : 이민기 역
- 김종수 : 신 사장 역
- 김미경 : 양장점 주인 역
- 오만석 : 목사 역
- 이성민 : 주방장 역
- 장혜진 : 박명숙 역
- 박명신 : 전도사 역
- 고인범 : 반장 역
- 박상규 : 재영 부 역
- 고서희 : 은행원 역
- 배장수 : 선배 역
- 차은재 : 다방 아가씨 역
- 김민재 : 야외기도회 자원봉사자 역
- 이희준 : 야외기도회 자원봉사자 역
- 이동용 : 택시기사 역
- 염혜란 : 시댁 가족 역
- 이중옥 : 호프집 종업원 역

## 수상
- 2007년 칸 영화제 경쟁부문 공식 초청, 여우주연상
- 주연배우 '전도연' 칸 영화제 여우주연상 외 영화제 8회 수상
- 제44회 백상예술대상 영화부문 감독상 수상[3]
- 제6회 대한민국 영화대상 작품상, 감독상, 남우주연상, 여우주연상 수상
- 제1회 아시아 태평양 스크린 어워드 최우수 작품상, 여우주연상
- 제2회 아시안 필름 어워드 최우수 작품상, 감독상, 여우주연상
- 제2회 아시아 영화상 최우수 작품상, 감독상, 여우주연상
- 제10회 디렉터스 컷 시상식 올해의 감독상, 남우주연상, 여우주연상
- 제27회 한국영화평론가협회상 여우주연상
- 제28회 청룡영화상 여우주연상

## 사진

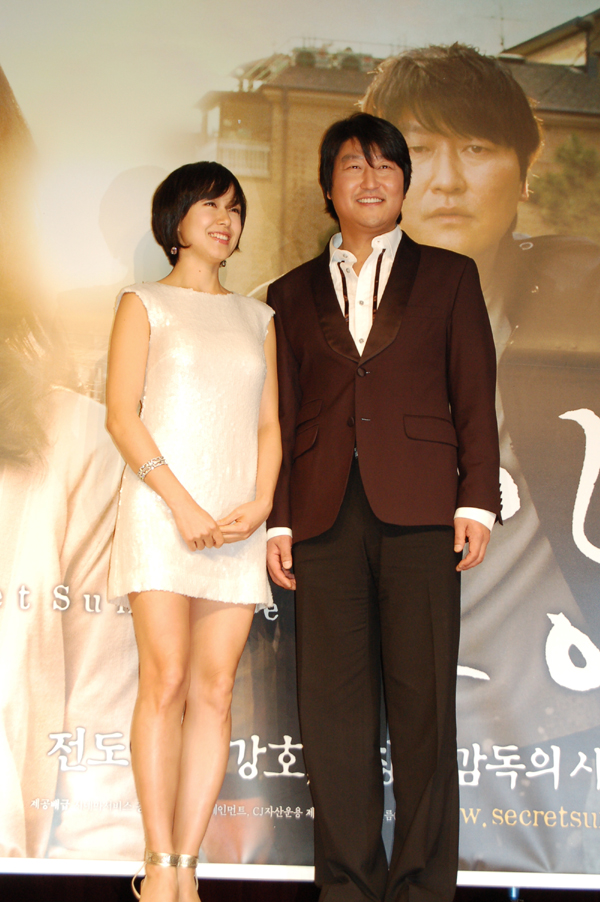
전도연과 송강호
신애의 방
신애의 방2
신애의 방3
거실에서 본 신애의 방
거실의 소파
식탁과 주방
아들인 준의 방
거실과 준의 자전거
거실에서 본 준의 방
피아노학원1
피아노학원2
피아노학원3

## 같이 보기
- 밀양시